# Barevná televize

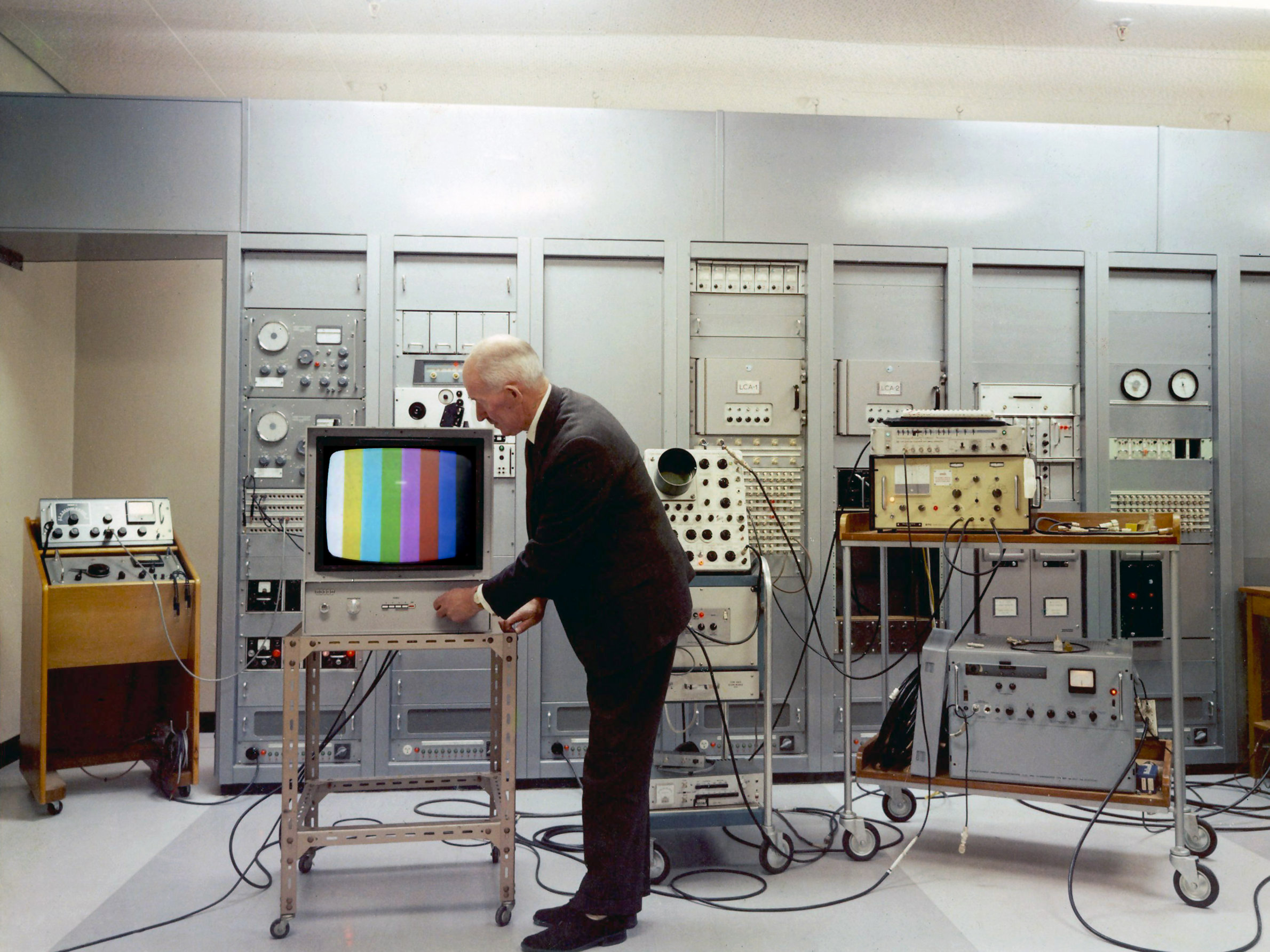
Test barevné televize ve vysílacím středisku Mount Kaukau na Novém Zélandu, únor 1970

Barevná televize je typ televizního vysílání, při kterém se (na rozdíl od monochromatické, černobílé televize) zaznamenávají, přenášejí a reprodukují nejen informace o jasu, ale také informace o barvách.

## Princip barevné televize
Každou barvu z barevného spektra lze složit ze tří základních barev. Místo jednoho modulačního signálu se tak přenáší tři, které základním barvám odpovídají. Pro dosažení efektu co největšího rozsahu reprodukovaných barev by tyto barvy měly být syté. Jako tři základní barvy byly zvoleny červená (red, R), zelená (green, G) a modrá (blue, B) – odtud zkratka RGB. Jakákoliv barevná televize musí být oboustranně kompatibilní s televizí monochromatickou. Nelze přenášet informace pouze o základních barvách, je nutné tyto tři různé informace zakódovat.

## Historie

### Historie barevné televize ve světě
Barevná mechanická televize byla veřejnosti poprvé představena 3. července 1928. Jejím vynálezcem, „otcem televize“, je skotský inženýr John Logie Baird. Byl to právě on, kdo o dva roky dříve představil také černobílou mechanickou televizi. Baird pak následně 4. února 1938 také poprvé vysílal barevný obraz. S vysíláním se začalo experimentovat v roce 1929 v britské stanici BBC. Vývoj technologie poznamenala druhá světová válka, která dosavadní výzkumy a experimenty přerušila.
První veřejně vysílaný televizní pořad v barvě byl však k vidění ve Spojených státech amerických, a to až v roce 1951 na vlnách stanice CBS po udělení schválení od FCC, americké instituce fungující obdobně jako je česká Rada pro rozhlasové a televizní vysílání, v roce 1950. Prvním pořadem odvysílaným v barvě byl zábavný pořad, ve kterém účinkovaly soudobé celebrity. Během pořadu bylo odvysíláno také dvacet reklamních spotů. Po odvysílání tohoto prvního pořadu začala CBS vysílat pořady v barvě pravidelně. Protože šlo však o mechanickou televizi a její princip nebyl slučitelný s požadavkem na vzájemnou kompatibilitu s černobílou televizí, v roce 1953 FCC svůj souhlas s barevným vysíláním stanice CBS stáhla.
V té době již byl prakticky vyvinut nový, plně elektronický systém modulace barevného televizního signálu slučitelný s černobílým, v podobě televizní normy NTSC (zkratka pro National Television System(s) Committee) a první společností obdrživší souhlas FCC s vysíláním v této normě byla stanice RBA. Přechod k barevné televizi byl ve Spojených státech amerických ukončen v roce 1956, barevné vysílání v téže normě následovalo na Kubě a poté v Japonsku. V Evropě se neprosadila, její výrazné technické nedostatky vedly francouzské inženýry k vynalezení systému SECAM (Séquentiel couleur à mémoire) v roce 1956. Protože však i tento systém trpěl nedostatky v podobě zkreslení některých barev, problémům s elektronickým střihem a podobně, vyvinuli Britové a Němci systém PAL (Phase alternating line), který v roce 1963 přijala jako jediný standard Velká Británíe, v roce 1967 západní Německo a poté i další státy EHS s výjimkou Francie, jež dlouhá léta setrvávala u SECAMu – stejně jako většina států RVHP, kde se norma SECAM prosadila z důvodu kooperace mezi Sovětským svazem a Francií.
V roce 1972 měla až polovina televizních přijímačů na světě být schopná přijímat barevné vysílání.

### Historie barevné televize na českém území
Pokusy s barevnou televizí podle různých standardů prováděl pražský Výzkumný ústav rozhlasu a televize (VÚRT) od poloviny 60. let, přičemž po dlouhodobém testování a konzultacích se zahraničními odborníky byl doporučován systém PAL jako jednodušší a praktičtější. První barevné vysílání na území ČSSR se pak uskutečnilo 14. února 1970, kdy ve Vysokých Tatrách na Slovensku probíhalo mistrovství světa ve sjezdovém lyžování, jehož podmínkou byl barevný přenos pro zahraniční televizní společnosti. Dovezená snímací a přenosová technika tehdy fungovala ve standardu PAL, což vedlo k tomu, že se v tomto standardu začalo koncipovat i samostatné studio experimentálního barevného vysílání tzv. Druhého programu Československé televize na Kavčích horách, které bylo spuštěno v květnu 1973 u příležitosti 20. výročí zahájení pravidelného televizního vysílání v Československu. Pravidelné barevné vysílání na Prvním programu bylo spuštěno v roce 1975.
Vliv RVHP v období normalizace a výše zmíněné technické dohody SSSR a Francie však vedly k tomu, že pro pozemní distribuci televizního signálu musel být použit systém SECAM (v modifikaci SECAM IIIb). Vznikl tak unikátní kříženec, kdy byly pořady vyráběny a předávány v systému PAL, ale odbavovací pracoviště je pro pozemní vysílání transkódovalo do systému SECAM.
Společně s vysíláním přišly také první barevné přístroje. Prvním televizním přijímačem československé výroby byl v roce 1973 model Tesla Color výrobce Tesla Orava (s devíti elektronkami a s obrazovkou typu Delta sovětské výroby o úhlopříčce 59 cm; zpracovávala signál SECAM i PAL), která při průměrném platu 1200 Kčs stála 12.400 Kčs a byla tedy dostupná spíše pro podniky, úřady či kulturní zařízení než pro běžného spotřebitele. Výrazný skok ve spolehlivosti představovala celopolovodičová Tesla Color Univerzál (1978), následovaná modelem Tesla 110 s obrazovkou typu In-line (1980). Zbrusu nová výrobní linka Toshiba na tyto obrazovky v závodě Tesla Rožnov přinesla tak výrazný skok v jakosti obrazovek, že se staly exportním artiklem i pro výrobce ze západní Evropy (Grundig apod.), ovšem na úkor domácího trhu a i přes zavedení nových, hromadně vyráběných modelů na bázi základního modelu Tesla Color 416 (1986) a poměrně vysokou cenu kolem 15 500 Kčs byly barevné televizory Tesla v Československu nedostatkovým zbožím, které nahrazovaly jak výrobky východoněmecké RFT nebo maďarského Orionu a polské Unitry, tak i výrazně levnější a výrazně nekvalitnější sovětské Elektroniky a Rubíny.
Až v roce 1990 se v Československu přešlo na normu PAL i v distribuci, a to prostým „vypnutím“ transkodérů: V květnu 1990 vznikl program OK3 vysílající pouze v PALu, poté od 29.10.1991 vysílaly národní programy ČTV a STV střídavě v SECAMu a PALu a od 1.7.1992 pak došlo k definitivnímu vypnutí systému SECAM u programu ČTV, který už nadále vysílal pouze v PALu. Federální okruh F1 ale zůstal až do svého ukončení na Silvestra 1992 v SECAMu. Mezi 1.1.1993 a 3.2.1994 vysílaly programy ČT1 (bývalé ČTV) a ČT3 (bývalé OK3) v PALu, ČT2 (bývalé F1) zůstal v SECAMu a tak šlo například u hlavní zpravodajské relace ČT pouhým přepínáním televizoru mezi ČT1 a ČT2 posoudit rozdíl v kvalitě obrazu obou programů. Vysílala se totiž na obou těchto programech současně.
Samozřejmě pouze v PALu pak vysílaly i první soukromé televize FTV Premiéra (1993) a Nova (1994). Pouze v PALu bylo možné přijímat i vysílání zahraničních stanic přes družicové vysílání (Astra, Eutelsat, Intelsat) – zprvu převážně v němčině a angličtině, po získání některých přenosových pozic českými společnostmi i v českém jazyce. Některé stanice vysílané analogově přes družicové vysílání operátora Eutelsat ovšem nadále vysílaly v soustavě SECAM a to až do roku 2011
Podle údajů Českého statistického úřadu z roku 2013 je barevný televizní přijímač součástí 96 % domácností.